# Kyanit
Kyanit (cyjanit, dysten) – polimorficzna odmiana krzemianu glinu (Al
2O
3·SiO
2), minerał z grupy krzemianów wyspowych zaliczany do glinokrzemianów. 
Nazwa cyjanit pochodzi od gr. kyanos = niebieski; nazwa dysten od gr. dis = dwukrotnie, podwójnie oraz sthenos = siła, moc i nawiązuje do zmiennej twardości tego minerału. 

## Właściwości
Tworzy spłaszczone, wydłużone kryształy tabliczkowe, listewkowe, zbliźniaczone, czasami słupkowe lub pręcikowe. Występuje w formie skupień ziarnistych, wiązkowych, zbitych, blaszkowych, płytkowych, igiełkowych, włóknistych, promienistych. Jest kruchy, od przezroczystego do przeświecającego, cechą charakterystyczną jest duża anizotropia twardości (zmienia się w zależności od kierunku badania i ściany kryształu). Łatwo podatny na wietrzenie.
Al
2SiO
5 tworzy oprócz kyanitu jeszcze dwie odmiany polimorficzne: silimanit i andaluzyt. Znane są jego zrosty ze staurolitem oraz pseudomorfozy po andaluzycie. Nierozpuszczalny w kwasach. Towarzyszą mu takie minerały jak sillimanit, staurolit, almandyn, talk, korund, grafit, kwarc, biotyt, muskowit, aktynolit, granat, andaluzyt, rutyl, zoisyt, paragonit czy skalenie. 

### Odmiany
Niebieska odmiana kyanitu, najczęściej spotykana, zawiera domieszki tytanu oraz żelaza dwuwartościowego. Zielona barwa minerału wynika z obecności chromu lub wanadu, natomiast czerwonobrunatna zawdzięcza swój odcień trójwartościowemu manganowi. Z kolei żółtą odmianę kyanitu charakteryzuje obecność trójwartościowego żelaza, które częściowo zastępuje glin w jego strukturze. Czarną barwę minerału powodują drobne węgliste wrostki.

## Występowanie

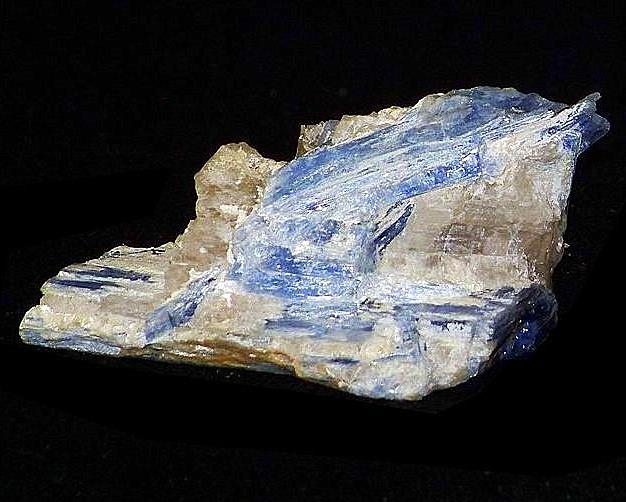
Kryształy kyanitu

Powstaje w warunkach wysokiej temperatury i ciśnienia (metamorfizm wysokociśnieniowy), składnik wielu skał metamorficznych bogatych w glin, jako składnik łupków łyszczykowych, gnejsów, eklogitów czy granulitów. Spotykany także w pegmatytach. 
- Na świecie: występuje w Szwecji, Rosji, Brazylii, Finlandii, USA, Indiach, Kenii, Birmie, Australii, Szwajcarii, Austrii i Tanzanii[8].

- W Polsce spotykany w skałach metamorficznych Sudetów, Zagórzu Śląskim, Bystrzycy Górnej (Góry Sowie), okolicach Śnieżnika i Złotoryi oraz w piaskach złotonośnych Bobru; Gilowie, Owiensnie, Międzygórzu, Głuchołazach (Góry Opawskie)[3].

## Zastosowanie
- w przemyśle – stosowany do:
  - wyrobu materiałów kwasoodpornych i ogniotrwałych
  - ceramiki szlachetnej
  - materiałów izolacyjnych
- ma znaczenie naukowe (wskaźnik określający charakter i warunki metamorfizmu)
- ma znaczenie kolekcjonerskie
- kamień ozdobny czasami jako jubilerski